# Rufo (cônsul em 492)
Flávio Rufo (em latim: Flavius Rufus) foi um oficial romano do século V, ativo no reinado do rei ostrogótico Teodorico, o Grande (r. 474/5–526). Nada se sabe sobre ele, exceto que exerceu a função de cônsul posterior em 492 ao lado de Anastácio.